# Федотов Володимир Іванович
Володимир Іванович Федотов (рос. Федотов Владимир Иванович; нар. 16 березня 1946, Красноярський край - 27 липня  2019, Київ) — радянський і український оперний співак (лірико-драматичний тенор), педагог. Народний артист України (1993).

## Біографічні відомості
Народився у с. Березівське в Красноярському краї в українській родині. Освіту здобув у Львівській консерваторії, де навчався у Павла Кармалюка. Закінчив Львівську консерваторію у 1974 році. Також стажувався в Італії в міланському театрі «Ла Скала» (1972). Довгий час, понад 30 років, був провідним солістом Національної опери України (1974-2008)
Володимир Федотов був удостоєний численних нагород, серед яких:
- Премія імені Артема Веделя (1999)
- Ордени "За заслуги" III та II ступенів
- Орден князя Ярослава Мудрого V ступеня (2016)

Володів широким діапазоном і надзвичайно гарним тембром голосу. До його найвідоміших ролей належать:
- Андрій в "Запорожці за Дунаєм" Семена Гулака-Артемовського
- Альфред в опері "Травіата" Джузеппе Верді
- Герцог в опері "Ріголетто" Джузеппе Верді
- Едгар "Лючія ді Ламмермур" Гаетано Доніцетті (співав Едгара у фільмі "Лючія ді Ламмермур", реж. О. Бійма, 1980)
- Рауль в "Гугенотах" Джакомо Меєрбера
- Каварадоссі в опері "Тоска" Джакомо Пуччіні
- Хозе в опері "Кармен" Жоржа Бізе
- Вертер в опері "Вертер" Жюля Массне та багато інших

Федотов також брав участь у численних оперних постановках на міжнародній сцені, виступаючи в провідних оперних театрах Європи.
З 2005 року працював на кафедрі хорового диригування КНУКіМ, доцент. Викладав академічний вокал.
Пішов з життя внаслідок тяжкої хвороби 27 липня 2019 року в Києві. Похований на цвинтарі в Білогородці, район Софіївської Борщагівки.